# Filmworks II: Music for an Untitled Film by Walter Hill
Filmworks II: Music For an Untitled Film By Walter Hill est un album de John Zorn paru en 1996 sur le label Tzadik. Contrairement aux autres volumes de la série, celui-ci ne contient pas de notes de pochette. Le film sans titre pour lequel ces compositions furent créées deviendra Trespass, mais Walter Hill ne garda pas la musique de Zorn dont il n'était pas satisfait

## Titres
| 1.    | Intro                         | 3:09 |
| 2.    | I Stole From Jesus Christ     | 0:51 |
| 3.    | Gold                          | 0:50 |
| 4.    | Main Title                    | 1:59 |
| 5.    | The Building                  | 0:59 |
| 6.    | Meatlocker                    | 0:57 |
| 7.    | Pigeons                       | 0:53 |
| 8.    | Scuffle                       | 0:21 |
| 9.    | Exploring                     | 1:02 |
| 10.   | Rattlesnakes For Sergio Leone | 1:44 |
| 11.   | Two Interiors                 | 0:39 |
| 12.   | Stealth                       | 0:44 |
| 13.   | Action                        | 0:40 |
| 14.   | Dumping The Body1             | 0:40 |
| 15.   | The Trunk                     | 0:08 |
| 16.   | Escape Attempt                | 1:43 |
| 17.   | Arrival                       | 0:46 |
| 18.   | Prying At The Windows         | 0:37 |
| 19.   | Arsenal                       | 0:56 |
| 20.   | King James                    | 1:07 |
| 21.   | Powerline                     | 0:20 |
| 22.   | The Magic Of Gold             | 2:25 |
| 23.   | Chimney                       | 0:24 |
| 24.   | Dilemma                       | 1:15 |
| 25.   | Conspiracy                    | 0:47 |
| 26.   | The Plot (Part 1)             | 1:33 |
| 27.   | The Plot (Part 2)             | 0:44 |
| 28.   | Heroin Fix                    | 2:41 |
| 29.   | Lucky Run                     | 0:59 |
| 30.   | Vengance Is Mine              | 2:05 |
| 31.   | Escape                        | 2:02 |
| 32.   | Kill Fever                    | 1:18 |
| 33.   | Outside                       | 0:25 |
| 34.   | Ending                        | 0:57 |
| 35.   | Alternate Ending/End Title    | 2:42 |
| 36.   | Arsenal Dance Mix             | 3:59 |
| 45:21 |                               |      |

## Personnel
- Cyro Baptista - percussions brésiliennes
- Anthony Coleman - piano préparé, claviers
- Carol Emanuel - harpe
- Andy Haas - didjeridu
- Jim Pugliese - percussions
- Marc Ribot - guitare, banjo
- David Shea - platines, échantillonnage